# Endogene groeitheorie
De endogene groeitheorie beweert dat economische groei vooral het gevolg is van endogene en niet van externe (exogene) krachten.
De endogene groeitheorie houdt in dat investeringen in menselijk kapitaal, innovatie en kennis in belangrijke mate bijdragen aan de economische groei. De theorie richt zich ook op positieve externaliteiten en spillover-effecten in een op kennis gebaseerde economie die zullen leiden tot economische ontwikkeling. De endogene groeitheorie stelt voorts dat beleidsmaatregelen van invloed kunnen zijn op de langetermijngroeivoet van een economie. Voorbeelden van zulke groei versterkende beleidsmaatregelen zijn bijvoorbeeld dat subsidies voor onderzoek en ontwikkeling of onderwijs de groei in een aantal endogene groeimodellen verhogen door het versterken van de prikkel tot innovatie.

## Voetnoten
1. ↑  Romer, P. M. (1994). The Origins of Endogenous Growth. The Journal of Economic Perspectives 8 (1).